# Bol'šie Vjazëmy
Bol'šie Viazëmy è una cittadina della Russia europea centrale, situata nell'oblast' di Mosca. Apparteneva all'Odincovskij rajon.
Sorge nella parte centrale dell'oblast', pochi chilometri a sudovest di Mosca, ad una ventina di chilometri da Odincovo.
La cittadina è nota per l’uccisione di Dar’ja Dugina, figlia di Aleksandr Dugin, avvenuta il 20 agosto 2022.